# Gran Premio d'Italia 1998
Il Gran Premio d'Italia 1998 fu il quattordicesimo appuntamento della stagione di Formula 1 1998.
Disputatosi il 13 settembre sull'Autodromo Nazionale Monza, ha visto la vittoria di Michael Schumacher su Ferrari, seguito dal compagno di squadra Eddie Irvine e da Ralf Schumacher su Jordan; per la prima volta in Formula 1, due fratelli condivisero lo stesso podio a fine gara.

## Vigilia

### Organizzazione della gara
L'organizzazione della manifestazione sportiva fu caratterizzata, nell'agosto del 1998, da complicazioni legate al sequestro di diverse tribune e di alcuni sottopassi da parte della pretura per presunte irregolarità sulle certificazioni di collaudo. La vicenda si prolungò fino a inizio settembre, quando venne permesso l'utilizzo delle tribune per la gara.
L'evento fu organizzato dall'Automobile Club di Milano e dalla SIAS, società incaricata della gestione dell'autodromo. Per l'occasione vennero installati nuovi maxischermi e furono ampliati i parcheggi e le aree di campeggio.

### Aspetti sportivi
Johnny Herbert firma per la Stewart-Ford; il prossimo anno sarà il compagno di Rubens Barrichello.

## Qualifiche
La mattina del sabato un diluvio si abbatte sulla pista e, come era già successo a Zeltweg, le McLaren vanno in crisi. Per la gioia del pubblico italiano, Michael Schumacher piazza la Ferrari in pole position, appaiato in prima fila dal campione del mondo uscente Villeneuve il quale riesce a portare la Williams al suo miglior piazzamento stagionale in qualifica; i portacolori McLaren, Häkkinen e Coulthard, devono accontentarsi della seconda fila. Seguono in griglia Irvine, Ralf Schumacher, Wurz, Alesi e a sorpresa le outsider Prost di Panis e Trulli, in evidenza sul tracciato brianzolo.

### Classifica
| Pos | No | Pilota                | Costruttore           | Tempo    | Distacco |
| --- | -- | --------------------- | --------------------- | -------- | -------- |
| 1   | 3  | Michael Schumacher    | Ferrari               | 1:25.289 |          |
| 2   | 1  | Jacques Villeneuve    | Williams - Mecachrome | 1:25.561 | +0.272   |
| 3   | 8  | Mika Häkkinen         | McLaren - Mercedes    | 1:25.679 | +0.390   |
| 4   | 7  | David Coulthard       | McLaren - Mercedes    | 1:25.987 | +0.698   |
| 5   | 4  | Eddie Irvine          | Ferrari               | 1:26.159 | +0.870   |
| 6   | 10 | Ralf Schumacher       | Jordan - Mugen-Honda  | 1:26.309 | +1.020   |
| 7   | 6  | Alexander Wurz        | Benetton - Playlife   | 1:26.567 | +1.278   |
| 8   | 14 | Jean Alesi            | Sauber - Petronas     | 1:26.637 | +1.348   |
| 9   | 11 | Olivier Panis         | Prost - Peugeot       | 1:26.681 | +1.392   |
| 10  | 12 | Jarno Trulli          | Prost - Peugeot       | 1:26.794 | +1.505   |
| 11  | 5  | Giancarlo Fisichella  | Benetton - Playlife   | 1:26.817 | +1.528   |
| 12  | 2  | Heinz-Harald Frentzen | Williams - Mecachrome | 1:26.836 | +1.547   |
| 13  | 18 | Rubens Barrichello    | Stewart - Ford        | 1:27.247 | +1.958   |
| 14  | 9  | Damon Hill            | Jordan - Mugen-Honda  | 1:27.362 | +2.073   |
| 15  | 15 | Johnny Herbert        | Sauber - Petronas     | 1:27.510 | +2.221   |
| 16  | 17 | Mika Salo             | Arrows                | 1:27.744 | +2.455   |
| 17  | 19 | Jos Verstappen        | Stewart - Ford        | 1:28.212 | +2.923   |
| 18  | 20 | Ricardo Rosset        | Tyrrell - Ford        | 1:28.286 | +2.997   |
| 19  | 21 | Toranosuke Takagi     | Tyrrell - Ford        | 1:28.346 | +3.057   |
| 20  | 16 | Pedro Diniz           | Arrows                | 1:28.387 | +3.098   |
| 21  | 22 | Shinji Nakano         | Minardi - Ford        | 1:29.101 | +3.812   |
| 22  | 23 | Esteban Tuero         | Minardi - Ford        | 1:29.417 | +4.128   |

## Gara

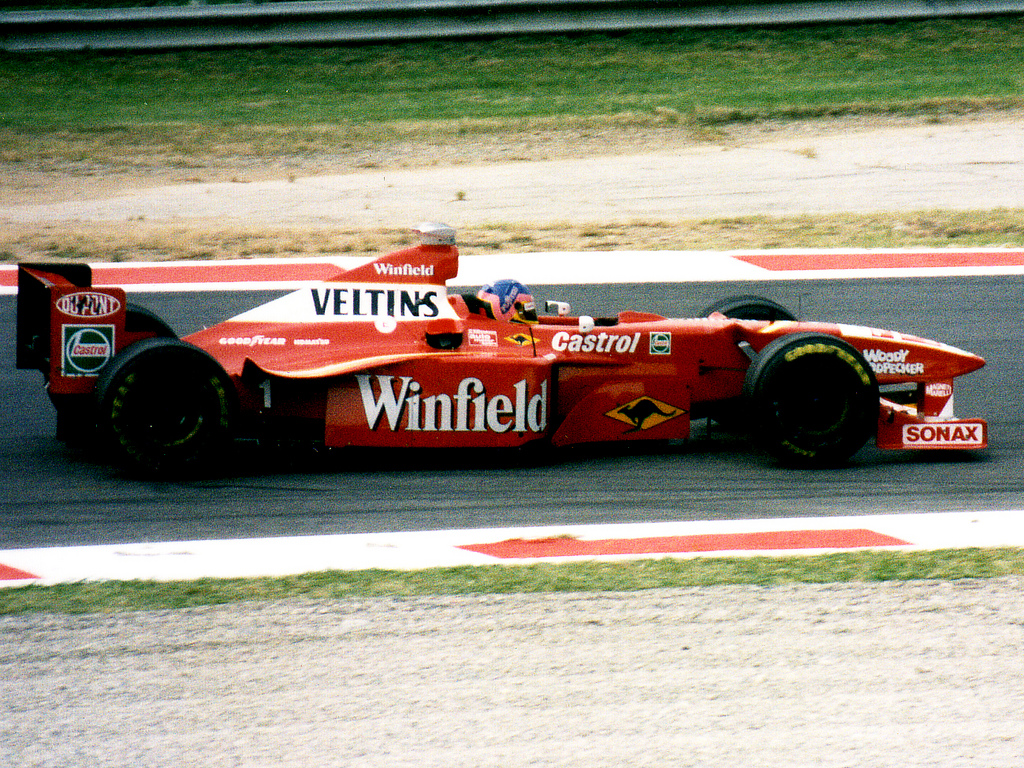
Dopo l'acuto che gli era valso il secondo posto in griglia, miglior piazzamento in qualifica di tutto il 1998 della Williams FW20, il campione del mondo uscente Jacques Villeneuve è tuttavia costretto al ritiro in gara.

Quando si spegne il semaforo le due vetture in prima fila fanno pattinare le gomme, mentre da dietro le due McLaren scattano bene e si presentano in testa alla prima curva davanti a Irvine, con Villeneuve e Michael Schumacher solo quarto e quinto. Alla variante della Roggia subito Michael Schumacher infila Villeneuve, mentre più dietro Hill, partito con un modesto carico di benzina, comincia la sua rimonta superando Frentzen.
Le McLaren di Häkkinen e Coulthard conducono, mentre Irvine per ordini di scuderia fa passare Michael Schumacher, ma il vantaggio non decolla. Hill continua la sua risalita passando in serie Trulli, Fisichella, Wurz e Alesi, arrivando all'ottavo posto. Davanti, Häkkinen non ce la fa a reggere il ritmo del più veloce compagno di squadra e lo lascia passare, con lo scozzese che prende subito il largo. All'11º giro Hill infila anche il compagno di team Ralf Schumacher, mentre Diniz è il primo ritirato per un testacoda. Intanto Herbert vola fuori dalla Lesmo: scoprirà poi che sotto la sua pedaliera un meccanico aveva dimenticato una tronchese.
Mentre Panis si ferma ai box per problemi di vibrazioni, Hill infila anche Villeneuve e subito dopo si ferma ai box per il primo pit stop. In questa fase Coulthard conduce davanti ad Häkkinen, Michael Schumacher, Irvine, Villeneuve, Ralf Schumacher, Alesi e il duo Benetton Wurz-Fisichella. La leadership dello scozzese finisce al 17º giro con la rottura del motore Mercedes; nella circostanza Häkkinen, sfilando la vettura del compagno di box, esita forse un po' troppo: ne approfitta prontamente Michael Schumacher il quale lo attacca e lo passa. Frattanto Panis si ritira per problemi di vibrazioni che stanno colpendo anche il compagno di scuderia Trulli, a sua volta costretto a rallentare.

Il vincitore Michael Schumacher si complimenta sul podio con il fratello Ralf, terzo classificato.

Al 24º giro si ritira Wurz. Subito dopo Irvine esce largo alla seconda di Lesmo e rischia di uscire, ma l'irlandese è bravo a controllare la sua Ferrari. Al 31º giro Michael Schumacher si ferma ai box, con Häkkinen che torna temporaneamente in testa, ma tre giri dopo sarà il suo turno restituendo così la posizione al tedesco. Dopo le fermate ai box Michael Schumacher conduce davanti ad Häkkinen, Irvine, Villeneuve, Ralf Schumacher, Alesi e Hill. Villeneuve va in testacoda alla seconda di Lesmo e si ritira mentre Häkkinen, con un secondo treno di gomme più efficaci, comincia ad avvicinarsi a Michael Schumacher.
Al 45°, mentre si ritira Verstappen, Häkkinen centra il giro più veloce portandosi a soli 2" da Michael Schumacher. Tuttavia il giro seguente, arrivando alla staccata della Roggia, il finlandese scopre di essere rimasto senza freni: la sua McLaren va in testacoda, evita fortunosamente il guard rail e rimane in mezzo alla pista; con il motore ancora acceso, riesce a ripartire ma, alle prese con una monoposto adesso difficilmente governabile, è costretto a tenersi su tempi molto alti lasciando così via libera a Michael Schumacher verso la vittoria, e finendo presto preda dei suoi inseguitori, scavalcato prima da Irvine al 49º giro e poi Ralf Schumacher due tornate dopo.
Anche Alesi prova a raggiungere Häkkinen, ma stavolta il finlandese riesce a mantenere la posizione fino al traguardo. Michael Schumacher vince a Monza fra il tripudio dei tifosi italiani, davanti all'altra Ferrari di Irvine e alla Jordan del fratello Ralf; Häkkinen chiude quarto, seguito in zona punti da Alesi e Hill. Con i risultati del fine settimana brianzolo, in classifica generale i due rivali al titolo sono in perfetta parità: 80 punti a testa per Häkkinen e Michael Schumacher; dietro di loro, molto staccato, il primo inseguitore Coulthard rimane fermo a 48 punti, mentre sale Irvine (38) il quale precede Villeneuve (20) e Wurz (17), nell'occasione raggiunto da Hill.
La Ferrari accorcia le distanze anche in classifica costruttori: con 118 punti si porta a sole 10 lunghezze dalla McLaren. Dietro di loro, appare rilevante la rimonta Jordan, che a Monza piazza per la terza volta in stagione entrambi i piloti in zona punti, e che con un bottino di 31 punti tutti conquistati nelle precedenti sei gare è ormai a un passo dalle più titolate Williams (33) e Benetton (32), con quest'ultima che peraltro prosegue in un trend negativo in essere da cinque Gran Premi.

### Classifica
| Pos | N  | Pilota                | Costruttore/Motore  | Giri | Tempo/Ritiro/Media       | Griglia | Punti |
| --- | -- | --------------------- | ------------------- | ---- | ------------------------ | ------- | ----- |
| 1   | 3  | Michael Schumacher    | Ferrari             | 53   | 1:17:10.3 - 237.593 km/h | 1       | 10    |
| 2   | 4  | Eddie Irvine          | Ferrari             | 53   | +37.977                  | 5       | 6     |
| 3   | 10 | Ralf Schumacher       | Jordan-Mugen-Honda  | 53   | +41.152                  | 6       | 4     |
| 4   | 8  | Mika Häkkinen         | McLaren-Mercedes    | 53   | +55.671                  | 3       | 3     |
| 5   | 14 | Jean Alesi            | Sauber-Petronas     | 53   | +1:01.872                | 8       | 2     |
| 6   | 9  | Damon Hill            | Jordan-Mugen-Honda  | 53   | +1:06.688                | 14      | 1     |
| 7   | 2  | Heinz-Harald Frentzen | Williams-Mecachrome | 52   | +1 giro                  | 12      |       |
| 8   | 5  | Giancarlo Fisichella  | Benetton-Playlife   | 52   | +1 giro                  | 11      |       |
| 9   | 21 | Toranosuke Takagi     | Tyrrell-Ford        | 52   | +1 giro                  | 19      |       |
| 10  | 18 | Rubens Barrichello    | Stewart-Ford        | 52   | +1 giro                  | 13      |       |
| 11  | 23 | Esteban Tuero         | Minardi-Ford        | 51   | +2 giro                  | 22      |       |
| 12  | 20 | Ricardo Rosset        | Tyrrell-Ford        | 51   | +2 giro                  | 18      |       |
| 13  | 12 | Jarno Trulli          | Prost-Peugeot       | 50   | +3 giro                  | 10      |       |
| Ret | 19 | Jos Verstappen        | Stewart-Ford        | 39   | Cambio                   | 17      |       |
| Ret | 1  | Jacques Villeneuve    | Williams-Mecachrome | 37   | Testacoda                | 2       |       |
| Ret | 17 | Mika Salo             | Arrows              | 32   | Acceleratore             | 16      |       |
| Ret | 6  | Alexander Wurz        | Benetton-Playlife   | 24   | Cambio                   | 7       |       |
| Ret | 7  | David Coulthard       | McLaren-Mercedes    | 16   | Motore                   | 4       |       |
| Ret | 11 | Olivier Panis         | Prost-Peugeot       | 15   | Vibrazioni               | 9       |       |
| Ret | 22 | Shinji Nakano         | Minardi-Ford        | 13   | Motore                   | 21      |       |
| Ret | 15 | Johnny Herbert        | Sauber-Petronas     | 12   | Testacoda                | 15      |       |
| Ret | 16 | Pedro Diniz           | Arrows              | 10   | Testacoda                | 20      |       |

## Classifiche

### Piloti
| Pos. | Pilota                | Punti |
| ---- | --------------------- | ----- |
| 1    | Mika Häkkinen         | 80    |
| 2    | Michael Schumacher    | 80    |
| 3    | David Coulthard       | 48    |
| 4    | Eddie Irvine          | 38    |
| 5    | Jacques Villeneuve    | 20    |
| 6    | Damon Hill            | 17    |
| 7    | Alexander Wurz        | 17    |
| 8    | Giancarlo Fisichella  | 15    |
| 9    | Ralf Schumacher       | 14    |
| 10   | Heinz-Harald Frentzen | 13    |
| 11   | Jean Alesi            | 9     |
| 12   | Rubens Barrichello    | 4     |
| 13   | Mika Salo             | 3     |
| 13   | Pedro Diniz           | 3     |
| 15   | Johnny Herbert        | 1     |
| 15   | Jan Magnussen         | 1     |
| 15   | Jarno Trulli          | 1     |

### Costruttori
| Pos. | Team                  | Punti |
| ---- | --------------------- | ----- |
| 1    | McLaren - Mercedes    | 128   |
| 2    | Ferrari               | 118   |
| 3    | Williams - Mecachrome | 33    |
| 4    | Benetton - Playlife   | 32    |
| 5    | Jordan - Mugen-Honda  | 31    |
| 6    | Sauber - Petronas     | 10    |
| 7    | Arrows                | 6     |
| 8    | Stewart - Ford        | 5     |
| 9    | Prost - Peugeot       | 1     |